# Breda M42
La Breda M42 era una granada antitanque empleada por el Regio Esercito durante la Segunda Guerra Mundial.

## Historia
El Regio Esercito entró a la Segunda Guerra Mundial sin estar equipado con una granada antitanque de producción local. Solo en 1941 se fabricaron dos modelos: la OTO M42 y la Breda M42. Esto se logró modificando la Breda M40. En junio de 1942, la Breda Brescia produjo 10.000 unidades para ser evaluadas por el Alto Mando, pero debido a los numerosos fallos, no pasó la prueba llevada a cabo en abril de 1943.
Con la creación de unidades antitanque especializadas, que tuvo lugar en 1942, se adoptaron dos tipos de granadas antitanque, una explosiva y una incendiaria. La primera, la Breda M42, utilizaba la espoleta de la Breda M35 estándar. La segunda, la OTO M42, era una versión mejorada del cóctel molotov, llena con 600 g de mezcla incendiaria para lanzallamas y detonada mediante una granada OTO M35 ligeramente modificada. Los mecanismos de seguridad de ambas granadas no se distinguían de aquellos empleados en las granadas estándar.

## Descripción
La granada adoptó la palanca del seguro y el mango de la Breda M40. A esto se le añadió una carcasa esférica que contenía 574 gramos de TNT. Según el fabricante, la carga de TNT era capaz de penetrar blindajes de 20 mm de espesor y producir rajaduras internas en planchas de blindaje de 30 mm de espesor. Tenía que lanzarse a no menos de 14-15 metros para permitir el salto de la palanca del seguro, que tenía lugar a una distancia de 10-12 metros. El modelo final adoptó una palanca de seguro que cubría la cabeza en lugar de la palanca situada lateralmente, reduciendo así el tiempo de liberación del seguro automático.

## Operación en combate
El soldado jalaba el pasador de seguridad y lanzaba la granada. Inmediatamente después, la palanca del seguro se liberaba de la granada por gravedad o mediante un resorte; la barra transversal del seguro automático se liberaba de su alojamiento. Esto tenía lugar entre 3 a 5 m de la trayectoria de la granada, después de los cuales el percutor y la cápsula fulminante de la espoleta se mantenían separados solamente por el resorte del primero, que lo lanzaba contra esta al impactar contra cualquier objeto sólido y hacía detonar la carga explosiva contenida en la carcasa esférica.